# Мостовая (Камышловский район)
Мостовая — деревня в Камышловском районе Свердловской области России, входит в состав «Обуховского сельского поселения».

## Географическое положение
Деревня Мостовая муниципального образования «Камышловский муниципальный район» расположена в 6 километрах (по автотрассе в 8 километрах) к западу от города Камышлов, на обоих берегах реки Мостовка (левый приток реки Пышма). В окрестности деревни, в 2 километрах к югу расположен разъезд Кокшаровский Свердловской железной дороги.

## История деревни
Старое название Миткина
В настоящий момент деревня входит в состав муниципального образования «Обуховское сельское поселение».

## Население
| 2002 | 2010 |
| ---- | ---- |
| 0    | →0   |